# Nagy szerb kivándorlás
A nagy szerb kivándorlás (szerbül Velika seoba Srba) a szerbek északi irányú, a 15. század és a 18. század közt történt vándorlásának fontos, a szerb történelemben szimbolikusnak tartott epizódja: 1690-ben 40-60 000 szerb települt át Magyarországra a mai Koszovóból és más szerb területekről, amelyek még mindig a Török Birodalom ellenőrzése alatt álltak.

## Történelmi előzmények
Miután a keresztény seregek 1686-ban megkezdték a törökök kiűzését Magyarországról, tovább haladtak déli irányba. 1688. szeptember 6-án elesett a török Belgrád, 1689 őszére a keresztények elfoglalták Ništ és Vidint, sőt még délebbre, Szkopjéig és Prizrenig hatoltak. Utánpótlási vonalaik azonban túl hosszúra nyúltak, a törökellenes háború fő terhét viselő Habsburg Birodalmat pedig megtámadta Franciaország, ezért világossá vált, hogy az elfoglalt balkáni területeket nem fogják tudni megtartani. 
A szerb lakosság számára ugyanakkor – amelynek vallási jogait ebben az évszázadban már kikezdte az iszlamizáció – a Habsburg uralom vonzóbb volt, mint a török, főleg miután 1690. április 6-án I. Lipót császár pátensben ígérte meg nekik ortodox vallásuk tiszteletben tartását és adózási kiváltságokat.

## A vándorlás

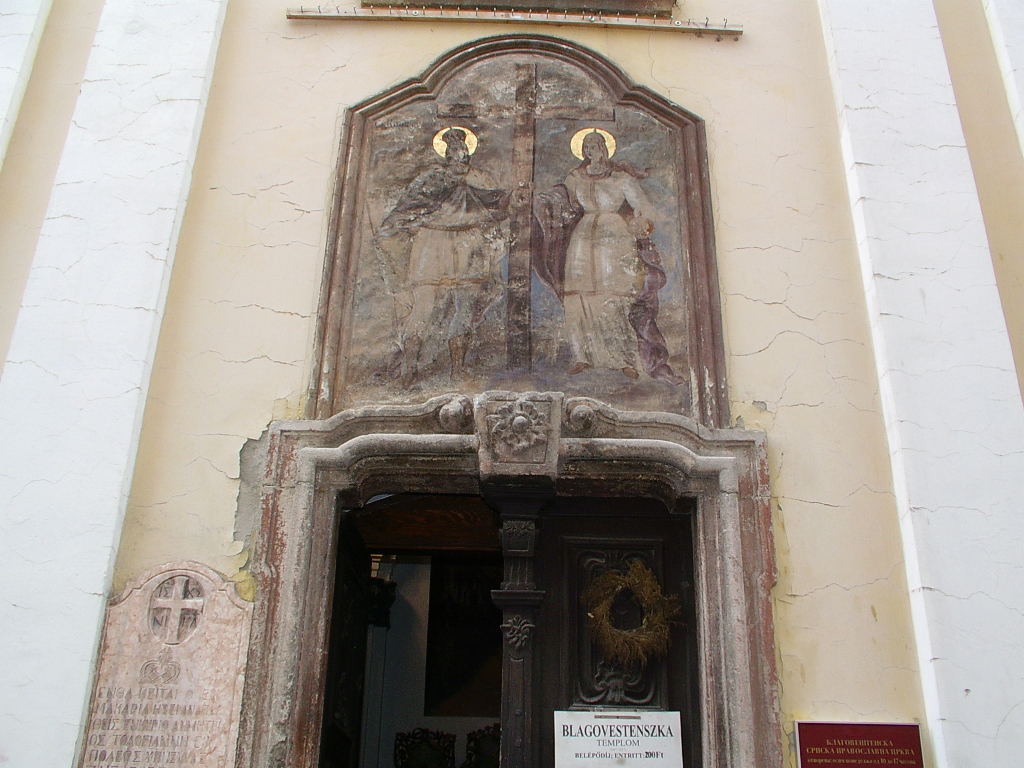
Szentendrei ortodox templom bejárata

A kivándorlási mozgalmat az gyorsította fel és az adott neki szimbolikus jelentőséget, hogy személyesen az ipeki (peći) pátriárka, a koszovói területek nagy befolyású fő vallási vezetője, III. Arsenije Čarnojević állt az élére, aki 1690 szeptemberében és októberében szerb tömegek élén Magyarországra települt. A bevándorlók elsősorban a Dél-Dunántúlra és Bácskába települtek, de sokan közülük folytatták útjukat északi irányban a Duna mentén: ez az eredete Szentendre nagy szerb közösségének is. Lipót a betelepült szerbeknek ígért kiváltságokat 1691-ben és 1695-ben is megerősítette. 
A bevándoroltak számáról nincsenek feljegyzések. A szerb hagyomány már 1690-ben 40 000 családról tudott, egyes történészek becslései a félmillió főig terjednek, az uralkodó vélemény azonban 40-60 000 betelepülőt valószínűsít. A bevándorlók nem csak Koszovóból érkeztek, hanem Niš környékéről és a Morava-völgyből is.

## Történelmi interpretációk
A nagy vándorlás máig egyik kulcspontját képezi a szerb és az albán történészek közti vitának. Sok szerb történész azt állítja, hogy a vándorlás előtt alig, vagy egyáltalán nem éltek albánok Kosovóban, az albánok azonban őshonosnak és évezredek óta többséginek tartják magukat a területen. Tény, hogy az etnikai arányok jelentős eltolódása az albánok javára a török megszállás évszázadai alatt történt, de albánok már korábban is nagy számban éltek Koszovóban. A szerb állam bölcsője pedig nem Koszovó volt, ahogy sok szerb tartja, hanem az északabbra fekvő Raš vára és környéke, ahol Nemanja István nagyzsupán (1168 – 1196) szervezett államot. (A vár nevéből származik a szerb nép korábban használt neve is több európai nyelven, mint a német Ratzen és a magyar rác.)